# Take a Look in the Mirror
Take a Look in the Mirror (englisch für Wirf einen Blick in den Spiegel) ist das sechste Studioalbum der US-amerikanischen Nu-Metal-Band Korn. Es erschien im November 2003 und ist das letzte Album von Korn in der Originalbesetzung.

## Entstehung und Veröffentlichung
Die Erstveröffentlichung von Take a Look in the Mirror erfolgte am 21. November 2003 bei Epic Records und Immortal Records. Das Album erschien in seiner Originalausführung als CD und Download mit 13 Titeln, wobei der letzte Titel noch One (Metallica-Cover) als Hidden Track beinhaltet (Katalognummer: EK 90335). Am 5. Dezember 2014 erschien es erstmals als LP-Ausführung bei Music on Vinyl (Katalognummer: MOVLP1159) sowie im September 2018 bei Columbia Records (Katalognummer: 19075843991).
Getextet, komponiert und produziert wurden die Lieder gemeinsam von allen Korn-Mitgliedern.

## Stil
Im Gegensatz zu den Vorgängeralben zeigt die Band auf Take a Look in the Mirror einen härteren Stil. Aggressive Gitarrenriffs und ein zum Teil sich Death-Metal-artigem Growling nähernder Gesang wurden verwendet. Zwischenzeitlich wurden melodischere Refrains eingestreut. Play Me ist ein Hip-Hop-Duett mit dem Rapper Nas. Y’all Want a Single, das auch selbst als Single ausgekoppelt wurde, kritisiert Plattenfirmen.

## Titelliste
1. Right Now – 3:10
2. Break Some Off – 2:35
3. Counting on Me – 4:49
4. Here It Comes Again – 3:33
5. Deep Inside – 2:46
6. Did My Time – 4:04
7. Everything I’ve Known – 3:34
8. Play Me – 3:21
9. Alive – 4:30
10. Let’s Do This Now – 3:18
11. I’m Done – 3:23
12. Y’all Want a Single – 3:17
13. When Will This End – 14:24 (inkl. One als Hidden Track)

## Singleauskopplungen (Auswahl)
Bereits vor der Albumveröffentlichung erschien die Singleauskopplung Did My Time am 22. Juli 2003. Diese diente unter anderem als Teil des Soundtracks zu Lara Croft: Tomb Raider – Die Wiege des Lebens.
Singles in den Charts

| Jahr | Titel                                 | Höchstplatzierung, Gesamtwochen, AuszeichnungChartplatzierungen (Jahr, Titel, , Platzierungen, Wochen, Auszeichnungen, Anmerkungen) | Höchstplatzierung, Gesamtwochen, AuszeichnungChartplatzierungen (Jahr, Titel, , Platzierungen, Wochen, Auszeichnungen, Anmerkungen) | Höchstplatzierung, Gesamtwochen, AuszeichnungChartplatzierungen (Jahr, Titel, , Platzierungen, Wochen, Auszeichnungen, Anmerkungen) | Höchstplatzierung, Gesamtwochen, AuszeichnungChartplatzierungen (Jahr, Titel, , Platzierungen, Wochen, Auszeichnungen, Anmerkungen) | Höchstplatzierung, Gesamtwochen, AuszeichnungChartplatzierungen (Jahr, Titel, , Platzierungen, Wochen, Auszeichnungen, Anmerkungen) | Anmerkungen                         |
| Jahr | Titel                                 | DE | AT | CH | UK | US | Anmerkungen                         |
| ---- | ------------------------------------- | --- | --- | --- | --- | --- | ----------------------------------- |
| 2003 | Did My Time Take a Look in the Mirror | DE12 (9 Wo.)DE | AT12 (13 Wo.)AT | CH17 (10 Wo.)CH | UK15 (4 Wo.)UK | US38 (10 Wo.)US | Erstveröffentlichung: 22. Juli 2003 |

## Rezeption
Das Magazin Rock Hard setzte das Album 2007 auf den 384. Platz seiner 500 Platten umfassenden Bestenliste. Thomas Kupfer stellte die „alles zerstörende Produktion“ als positiv heraus. Die Band gönne dem Zuhörer zudem kaum eine „Verschnaufpause“. Korn hätten sich „mit diesem Album neu definiert“. Im Magazin selbst bewertete Conny Schiffbauer das Album mit acht von zehn Punkten. Sie schrieb, nur wenig erinnere bei Take a Look in the Mirror an die „Hochglanz-Tracks“ des Vorgängers. Das Album sei ein „weniger auf Effekte setzender, rifforientierter Hassklumpen“ geworden, der „dreckiger“, allerdings auch weniger eingängig sei als Untouchables. Das Magazin Visions unterzog die Platte einem „Vier-Ohren-Test“. Während Jochen Schliemann einige „endlich mal wieder durchgängig hochwertige Songs“ entdeckte, die „Kurve“ der Band nach oben zeigen sah und acht von zwölf Punkten vergab, schrieb Jan Schwarzkamp: „Korn nutzen sich ab. Wer etwas anderes behauptet, ist taub. Wie viele Dröhn-Bass-Alben dieser Band muss unsere traurige Welt noch ertragen?“ Er vergab drei von zwölf Punkten.

## Kommerzieller Erfolg

### Chartplatzierungen
| ChartsChartplatzierungen       | Höchstplatzierung | Wochen |
| ------------------------------ | ----------------- | ------ |
| Deutschland (GfK)              | 8 (11 Wo.)        | 11     |
| Österreich (Ö3)                | 2 (10 Wo.)        | 10     |
| Schweiz (IFPI)                 | 14 (8 Wo.)        | 8      |
| Vereinigte Staaten (Billboard) | 9 (26 Wo.)        | 26     |
| Vereinigtes Königreich (OCC)   | 53 (1 Wo.)        | 1      |

| ChartsJahrescharts (2004)      | Platzierung |
| ------------------------------ | ----------- |
| Vereinigte Staaten (Billboard) | 71          |

### Auszeichnungen für Musikverkäufe
| Land/Region                  | Auszeichnungen für Musikverkäufe (Land/Region, Auszeichnung, Verkäufe) | Verkäufe  |
| ---------------------------- | ---------------------------------------------------------------------- | --------- |
| Australien (ARIA)            | Gold                                                                   | 35.000    |
| Deutschland (BVMI)           | Gold                                                                   | 100.000   |
| Neuseeland (RMNZ)            | Gold                                                                   | 7.500     |
| Vereinigte Staaten (RIAA)    | Platin                                                                 | 1.000.000 |
| Vereinigtes Königreich (BPI) | Silber                                                                 | 60.000    |
| Insgesamt                    | 1× Silber · 3× Gold · 1× Platin ·                                      | 1.202.500 |